# Phyllanthus hakgalensis
Phyllanthus hakgalensis là một loài thực vật có hoa trong họ Diệp hạ châu. Loài này được Thwaites ex Trimen miêu tả khoa học đầu tiên năm 1885.